# Campoplex notabilis
Campoplex notabilis là một loài tò vò trong họ Ichneumonidae.